# 落選展
落選展（らくせんてん、フランス語: Salon des Refusés）は、意味としては、フランスで公式のサロンの審査員によって落選させられた作品を集めた展覧会のことであるが、特に1863年の展覧会を指す場合が多い。落選者展とも表記される。
落選展がはじまったのは1830年代と早く、パリのアート・ギャラリーが、サロンに落選した作品を集めた、小規模かつプライベートな展覧会を催していた。 それが1863年の展覧会は大騒ぎで、実はフランス政府が後援していた。この年、いつもの年より多い、3,000点以上の作品がサロンに落選したことに、美術家たちが抗議したのだった。展覧会には次のような公式の告示が出された。
| 「 | 一般の諸君がこの抗議が正当なものであると判断してくれることを望む | 」 |

フランス皇帝ナポレオン3世も、サロンに付随して、落選した美術家たちが自分たちの作品を展示してもよいという命令を発した。しかし、多くの批評家ならびに大衆は落選作品を嘲笑した。その中には、エドゥアール・マネの『草上の昼食』、ジェームズ・マクニール・ホイッスラーの『白の少女』が含まれていた。しかし、絵画の世界に突如として出現したアバンギャルドの正当性を認め、注目する批評もあった。マネの励ましもあって、1874年、印象派はサロンの外ではじめた展覧会を成功させた。落選展は、1874年、1875年、1886年にもパリで開催され、その頃にはパリ・サロンの名声も影響力も衰えてしまっていた。
|  |  |

エミール・ゾラは、1863年のスキャンダルを虚実ないまぜにして、小説『制作』（1886年）の中に取り込んでいる。
現在、「落選展」という言葉は、パリ・サロンに限らず、審査員制のある美術展から落選した作品の展覧会全般に広く使われている。